# Callyspongia folioides
Callyspongia folioides är en svampdjursart som först beskrevs av James Scott Bowerbank 1875.  Callyspongia folioides ingår i släktet Callyspongia och familjen Callyspongiidae. Inga underarter finns listade i Catalogue of Life.